# ミラクルルン グランプリン!/ピ〜ヒャラ小唄
「ミラクルルン グランプリン!/ピ〜ヒャラ小唄」（ミラクルルン グランプリン!/ピ〜ヒャラこうた）は、ミニハムず（歌：ミニモニ。）とプリンちゃん（歌：安倍なつみ）のシングル。ミニハムずとしては3作目、ミニモニ。としては11作目のシングルになる。

## 内容
ミニモニ。演じるミニハムずと安倍なつみ演じるプリンちゃんとのスプリット・シングルで、両曲共に東宝配給アニメ映画『とっとこハム太郎 ハムハムグランプリン オーロラ谷の奇跡 〜リボンちゃん危機一髪!〜』に使用された。「ミラクルルン グランプリン!」は同映画主題歌、「ピ〜ヒャラ小唄」は同映画挿入歌。
ミニモニ。が2003年3月にメンバーチェンジしたことに伴い、本作ではミニハムずも参加メンバーが変更されている。また、本作がミニハムず名義ではラストシングルとなった。
両曲共に、2004年12月22日に発売された『とっとこハム太郎 ハムハムグランプリン オーロラ谷の奇跡 〜リボンちゃん危機一髪!〜』のオリジナル・サウンドトラックに収録されている。

## 収録曲
全作詞・作曲：つんく
1. ミラクルルン グランプリン!
ミニハムず（歌：ミニモニ。）
編曲：高橋諭一
2. ピ〜ヒャラ小唄
プリンちゃん（歌：安倍なつみ）
編曲：小西貴雄
3. ミラクルルン グランプリン!（オリジナル・カラオケ）
4. ピ～ヒャラ小唄（オリジナル・カラオケ）

## 参加ミュージシャン
ミラクルルン グランプリン!
- プログラミング&ギター：高橋諭一
- コーラス：つんく

ピ～ヒャラ小唄
- プログラミング：小西貴雄
- マニピュレータ：勝浦剛
- コーラス：WAKAKO MAEJIMA
- バラライカ&マンドリン：和智秀樹
- ピッコロ：高桑英世